# Gatzara
Gatzara va ser una publicació d'humor en català editada a Igualada l'any 1910.

## Descripció
Portava el subtítol Periòdic humorístic i, a partir del núm. 4, Periòdic dedicat a la Joventut.
Els primers números es van imprimir a La Modernista i, des del núm. 4, als tallers de Montserrat Puget. El número 1 es va publicar el 13 de febrer de 1910 i l'últim, el 10, el 30 de juliol del mateix any. Els tres primers números tenien vuit pàgines i dues columnes, amb un format de 21,5 x 16 cm. A partir del número 4, va tenir quatre pàgines i tres columnes, amb un format de 35 x 25 cm.

## Continguts
Va ser la primera publicació de caràcter humorístic que es va editar a Igualada. En el primer article, deien que volien proporcionar a Igualada un periòdic deslligat en absolut dels personalismes i petites misèries polítiques que desgraciadament abunden en la població del Noia; que fors el portaveu de la joventut.... Hi ha comentaris satírics a l'entorn de la vida ciutadana i poesies humorístiques. Al número 5 (17 d'abril) van publicar un suplement dedicat a l'Orfeó del Noya i il·lustrat amb fotografies. Carner va dir que va ser: un bon intent de crítica ciutadana, la manifestació més intel·ligent d'humor dins la nostra premsa local, però no troba ambient. Clarion, pseudònim d'Antoni Carner Borràs, en va dir: Se permitió caricaturizar a los personajes de chaleco cruzado por una gruesa cadena de oro, que formaban la pequeña oligarquía local, y eso no podía perdonarse en el feudo igualadino.
Els redactors eren Pere Borràs Estruch, Joan Gassó, Xavier Albín, Ròmul Gavarró, Joan Tomàs Rosich i Josep Morera i Mestre. També hi col·laboraven Artur Servitje Claramunt, Pere Flo Vallès i Emili Graells Castells, entre d'altres.

## Localització
- Biblioteca Central d'Igualada. Plaça de Cal Font. Igualada (col·lecció completa i relligada).